# Elias Alexandre da Moldávia
Elias Alexandre da Moldávia (em moldavo: Iliaș Alexandru; ca. 1635-1675) foi um príncipe da Moldávia entre 21 de maio de 1666 e 8 de novembro de 1668.

## Biografia
Ele era filho de Alexandre Elias. No período em que Elias Alexandre governava, o imposto cobrado da Moldávia foi elevado em 25.000 lei. Acredita-se que ele fosse um homem simples, amável e compassivo, e ao impor a alguém um "pagamento de dívida", ele muitas vezes retirava do próprio dinheiro para auxiliar a pessoa afetada.
Depois de perder a coroa para Gheorghe Duca, ele se dirigiu a Constantinopla, onde faleceu logo em seguida. Ele foi o último Musatin.